# Gheorghe Voinea (general)
Gheorghe Voinea este un general român
A fost înaintat la gradul de general-maior (cu o stea) în 23 august 1984. Generalul-maior Gheorghe Voinea a îndeplinit funcția de comandant al Armatei 1 (6 februarie 1989 - 8 aprilie 1990).
După Revoluția din 1989 a fost membru al Consiliului Frontului Salvării Naționale.